# Drenthe

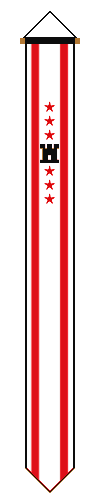
Gonfalone della provincia

La Drenthe () è una provincia dei Paesi Bassi situata nel nord-est del Paese, fra le province olandesi di Overijssel (a sud), Frisia (ad ovest) e Groninga (a nord) e la Germania (Bassa Sassonia) (ad est). Il suo capoluogo è Assen.

## Storia
Nel corso della storia la Drenthe è sempre stata un'area rurale scarsamente abitata, il che ha fatto sì che fosse spesso una parte sottovalutata o addirittura ignorata dei Paesi Bassi. Ciononostante, la Drenthe è stata popolata fin dalla preistoria. Le prove più tangibili di questo fatto sono i dolmen (hunebedden) costruiti attorno al 3500 a.C.: 52 dei 54 dolmen dei Paesi Bassi si trovano nella Drenthe, concentrati nella parte nord-orientale della provincia. L'interesse per i dolmen della Drenthe risale al 1660, quando Johan Picardt pubblicò il suo libro sulle antichità dei Paesi Bassi del Nord (Johan Picardt's Korte Beschryvinge van eenige Vergetene en Verborgene Antiquiteten, edizione facsimilare, Leiden, Sidestone press, 2008).
Dopo essere stata soggetta per lungo tempo ai principi-vescovi di Utrecht come parte dell'Oversticht, nel XV secolo la Drenthe fu unita al resto delle Fiandre, finendo sotto il controllo della famiglia imperiale degli Asburgo. Dopo il passaggio delle Fiandre sotto il dominio spagnolo (1558), la Drenthe prese parte alla ribellione che portò alla proclamazione della Repubblica delle Sette Province Unite (1579). La Drenthe entrò a far parte della nuova Repubblica, anche se non ottenne lo status di provincia fino al 1º gennaio 1796 (durante l'effimera Repubblica Batava).
Poco prima della Seconda guerra mondiale il governo olandese costruì un campo profughi vicino alla cittadina di Westerbork, nella Drenthe. Questo campo era originariamente destinato agli ebrei in fuga dalla Germania nazista, ma durante l'occupazione tedesca (1940-1945) i tedeschi lo trasformarono in un vero e proprio campo di concentramento, dove vennero imprigionati gli ebrei olandesi (fra cui Anna Frank ed Helga Deen), prima di essere trasportati nei campi di sterminio in Germania e Polonia.

## Politica
Il consiglio provinciale (Provinciale Staten) ha 41 seggi, ed è presieduto da un Commissario del Re. Come nel resto dei Paesi Bassi, il consiglio provinciale viene eletto dagli abitanti, mentre il Commissario viene nominato dal Re e dal governo nazionale (la cosiddetta Corona). Nel periodo 2019-2023, questo consiglio è composto da membri di PvdA, VVD, CDA, GroenLinks e ChristenUnie. Questa coalizione ha 24 dei 41 seggi statali.
Gli affari quotidiani della provincia sono curati dal Gedeputeerde Staten, anch'esso presieduto dal Commissario; i suoi membri (gedeputeerden) possono essere paragonati a dei ministri.

## Municipalità
A causa di una riorganizzazione negli anni novanta, il numero delle municipalità della Drenthe è stato ridotto a dodici, per cui gran parte delle municipalità sono composte da diverse città e villaggi. Elenco delle municipalità della Drenthe.

## Geografia fisica
Oltre al capoluogo Assen, gli altri centri urbani principali della provincia sono Emmen, Meppel e Hoogeveen. Il territorio piatto della Drenthe consiste principalmente di terreno incolto (generalmente utilizzato per l'allevamento) e non ha fiumi o laghi importanti.

## Economia
L'agricoltura è un'importante fonte di lavoro, anche se zone industriali si trovano nei pressi delle città. La tranquillità della provincia sta attraendo un numero sempre maggiore di turisti.